# Janusz Łęski
Janusz Ryszard Łęski (ur. 12 lutego 1930 w Radomsku, zm. 1 stycznia 2022 tamże) – polski reżyser i scenarzysta filmowy, twórca popularnych filmów oraz seriali dla dzieci i młodzieży.

## Życiorys
Młodość spędził w domu rodzinnym w miejscowości Bielki k. Sulmierzyc. W czasie drugiej wojny światowej działał w konspiracyjnym harcerstwie – Szarych Szeregach, w Roju Metal.
Uczył się w gimnazjum w Radomsku, po maturze rozpoczął studia prawnicze na Uniwersytecie Jagiellońskim w Krakowie, które szybko przerwał i przeniósł się do szkoły filmowej. Ukończył Wydział Reżyserii PWSF w Łodzi (1956), dyplom w 1971.
Pochowany 11 stycznia 2022 na cmentarzu Starym w Radomsku.

## Filmografia
- Miasteczko (1958; reż. wspólnie z Julianem Dziedziną i Romualdem Drobaczyńskim)
- Na przełaj (1971)
- Sobie król (1973)
- Rodzina Leśniewskich (1978; serial TV)
- Kłusownik (1980; serial TV)
- Rodzina Leśniewskich (1980; wersja filmowa)
- Na tropach Bartka (1982)
- Przygrywka (1982; serial TV)
- Urwisy z Doliny Młynów (1985; serial TV)
- Klementynka i Klemens – gęsi z Doliny Młynów (1986; serial TV)
- Janka (1989; serial TV; reż. wspólnie z Adamem Iwińskim)
- Janka (1990; wersja filmowa)

## Nagrody i wyróżnienia
- Srebrny Krzyż Zasługi
- Nagroda im. Włodzimierza Pietrzaka za serial Rodzina Leśniewskich (1979)
- III nagroda „Brązowe Koziołki” na VI Ogólnopolskim Festiwalu Filmów dla Dzieci i Młodzieży w Poznaniu za film Imieniny (z serialu tv Rodzina Leśniewskich) (1979)
- Poznańskie Brązowe Koziołki na FF dla Dzieci w Poznaniu w kategorii fabularnych filmów aktorskich za film Kłusownik (1981)
- Nagroda Prezesa Rady Ministrów za twórczość dla dzieci i młodzieży (1981)
- Poznańskie Koziołki na X OFFiWTV dla Dzieci i Młodzieży w Poznaniu za film Prosiaczek Bobo, serial Klementynka i Klemens..., Gęsi z Doliny Młynów (1988)
- Nagroda Stowarzyszenia Filmowców Polskich za całokształt osiągnięć artystycznych (2011)[4]
- Nagroda ZAiKS-u za twórczość dla dzieci (2020)[5]